# Jean-Louis Pick
Jean-Louis Pick (Roubaix 1951 -)  est un chanteur et entrepreneur français. 
Il se fait connaître à la fin des années 1970 avec plusieurs albums dont Les longues haies qui évoque sa jeunesse à Roubaix. 
En 1984,  il crée  Colegram, société de production de spots radio et de films publicitaires 
En 2001, il est à l'origine avec Bruno Lecluse de la chaîne musicale Télé Mélody.
Il prit ensuite la direction de Nao, une société de production vidéo.

## Discographie
- Rescapade  1978
- Les longues haies 1979
- Chercheur de lumière 1980
- Boîte à musique 1981

## Sources